# Agelaea conraui
Espèce
Agelaea conraui Schellenb. est une espèce de plantes de la famille des Connaraceae et du genre Agelaea.

## Étymologie
Son épithète spécifique conraui rend hommage à Gustav Conrau, qui récolta l'holotype au Cameroun, à Bangwe (ou Bangwa, Ngwe) dans la région du Sud-Ouest.